# Тхієндионг

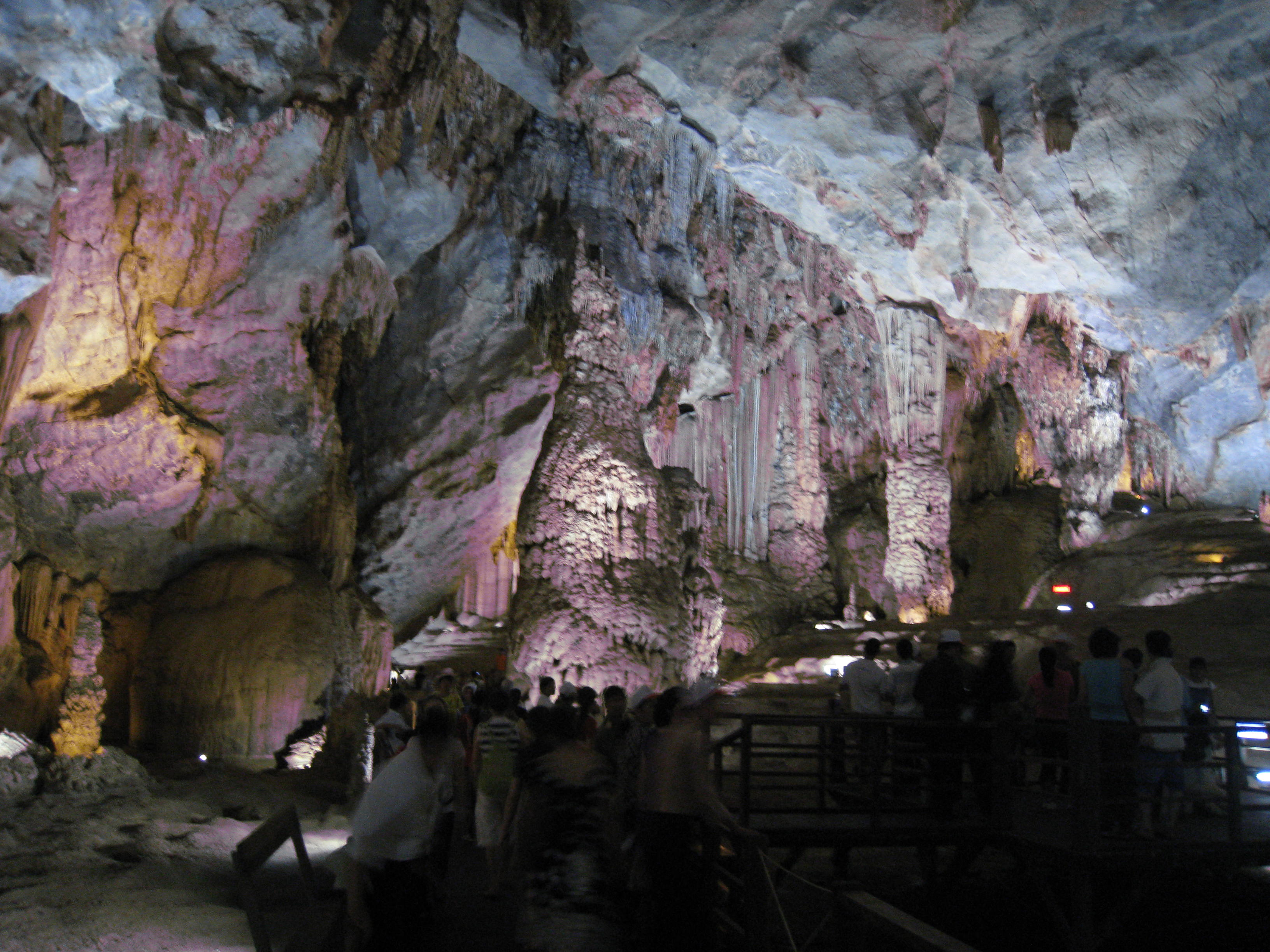
Тхієндионг

Тхієндионг (Тх'єндйонг) (в'єт. Thiên Đường) — печера у національному парку Хонг-Нха-Ке-Бан у В'єтнамі. Розташована у північно-центральній частині В'єтнаму в провінції Куангбінь. Печера розташована на висоті 200 метрів над рівнем моря. Національний парк відомий як один з найбільших карстових регіонів, що містить сотні печер і гротів.
Печеру відкрили місцеві жителі у 2005 році, а згодом дослідники Британської Асоціації дослідження печер дослідили перших 5 кілометрів. Висота в середині печери досягає 100—150 метрів. Довжина цієї печери становить 31 кілометр, що робить її найдовшою у національному парку Хонг-Нха-Ке-Бан. Печера була відкрита для відвідувачів 3 вересня 2010 року.